# Volo Asiana Airlines 162
Il volo Asiana Airlines 162 era un collegamento passeggeri internazionale di linea a corto raggio dall'aeroporto Internazionale di Incheon, vicino a Seul, in Corea del Sud, all'aeroporto di Hiroshima, in Giappone. Il 14 aprile 2015, l'Airbus A320-232 operante il volo atterrò a poca distanza dalla pista colpendo il localizzatore, sbandando sulla pista stando sulla coda e compiendo una rotazione di 120 gradi prima di fermarsi infine sull'erba, di fronte all'edificio del terminal. L'aereo subì danni sostanziali all'ala sinistra e al motore. Delle 82 persone a bordo, in 28 rimasero lievemente feriti (26 passeggeri e due membri dell'equipaggio).

## Aereo ed equipaggio
L'aeromobile coinvolto, un Airbus A320-200 immatricolato HL7762, era stato consegnato nuovo ad Asiana Airlines nel 2007, quindi aveva sette anni al momento dell'incidente. Il velivolo è stato radiato e demolito a seguito dell'incidente, diventando così la 32ª perdita di una cellula di un Airbus A320.
Il comandante, 47 anni, aveva 8 242 ore di volo, di cui 1 318 sull'Airbus A320. Il copilota, 35 anni, aveva 1 588 ore di volo, di cui 1 298 su questo tipo di aereo. Entrambi avevano avuto precedenti esperienze di atterraggio all'aeroporto di Hiroshima, ma il volo 162 è stato il loro primo volo in coppia.

## Incidente
L'Ufficio regionale dell'aviazione civile di Osaka del Ministero dei Trasporti dichiarò che l'equipaggio aveva cercato di far atterrare l'aereo nell'oscurità e nel maltempo senza avere accesso a un sistema di atterraggio strumentale. In questo aeroporto, gli aerei si avvicinano normalmente da ovest perché il sistema di atterraggio strumentale è installato solo all'estremità orientale della pista. In questa occasione, il pilota era stato istruito da un controllore del traffico aereo ad avvicinarsi da est a causa della direzione del vento. I funzionari dell'ufficio dichiararono che il pilota aveva tentato di atterrare in condizioni di maltempo e scarsa visibilità, pur utilizzando aiuti come l'illuminazione vicino alla linea centrale della pista che indica gli angoli di discesa (normalmente utilizzata in condizioni di bel tempo).
Alle 18:58 ora solare giapponese (JST), mentre era in crociera a livello di volo (FL) di 33 000 piedi (10 000 m), il primo ufficiale ricevette le condizioni meteorologiche di Hiroshima. Il comandante, che era il pilota ai comandi del velivolo, fece un briefing di avvicinamento, dichiarando che intendeva atterrare sulla pista 10 utilizzando i vettori radar del controllo del traffico aereo (ATC). Mise inoltre in guardia il primo ufficiale sulla pista 28, in quanto l'intera lunghezza non era visibile dalla testata, e gli consigliò di parlare in caso di dubbi. Il primo ufficiale ricevette l'Automatic Terminal Information System (ATIS) che indicava che la pista 28 era quella attiva e che gli aeromobili stavano utilizzando l'avvicinamento RNAV (navigazione d'area) e comunicò l'informazione al comandante. L'equipaggio decise di atterrare sulla pista 28.
Il primo ufficiale configurò il sistema di gestione del volo per l'avvicinamento. L'aeromobile iniziò a scendere dalla quota di crociera. Il comandante tenne un secondo briefing, dicendo che avrebbe configurato l'aeromobile per l'atterraggio prima di raggiungere il fix di avvicinamento finale (FAF) e confermò le nuove informazioni inserite nell'FMC. Alle 19:57, il controllore di avvicinamento disse al volo 162 di aspettarsi i vettori radar verso il waypoint (e il fix di avvicinamento intermedio (IF)) VISTA. Due minuti dopo, il volo 162 venne autorizzato per un avvicinamento RNAV alla pista 28. Alle 20:00, il volo 162 venne trasferito al controllore di torre, che lo autorizzò ad atterrare. Il carrello di atterraggio venne abbassato, i flap estesi al massimo e venne eseguita la lista di controllo per l'atterraggio. Dopo averla completata, il comandante tenne un briefing su un'eventuale riattaccata, dichiarando che sarebbe stata utilizzata la spinta TO/GA e che i flap sarebbero stati retratti una posizione alla volta. Alle 20:03, l'equipaggio discusse della preoccupazione per l'aspetto della pista, come registrato dal registratore vocale della cabina di pilotaggio (CVR).
Il comandante disinserì l'autopilota. I dati di volo recuperati mostravano che, dopo la disconnessione dell'autopilota, l'aereo aveva iniziato una discesa lenta e controllata al di sotto della normale traiettoria di avvicinamento del sentiero di discesa, circa 4 chilometri prima dell'impatto. Alle 20:04, il primo ufficiale commentò le condizioni meteorologiche dicendo "ah, sembra un po' ambiguo a causa delle nuvole, signore" e "wow, diventerà invisibile in un secondo", rispettivamente alle 20:04:14 e alle 20:04:39. Alle 20:04:42, secondo il Flight Data Recorder (FDR), l'aereo si trovava a 1 484 piedi (452 m).
Alle 20:05:11, il comandante ordinò una riattaccata e tirò il side-stick verso di sé. Tre secondi dopo, l'aereo colpì il localizzatore 325 metri prima della testata della pista in assetto di cabrata, con il carrello principale a contatto con il suolo 12 metri più avanti. Dopo essere uscito di pista, l'aereo finì nel prato rivolto verso la direzione da cui era atterrato.

## Le indagini

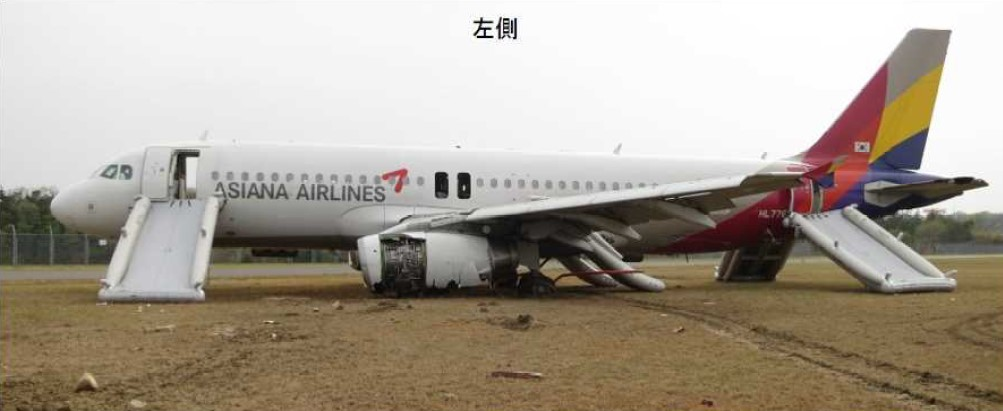
L'aereo, giacente fuori dalla pista a seguito dell'incidente.

Il Japan Transport Safety Board (JTSB) aprì un'indagine sull'incidente, come fece anche la polizia della prefettura di Hiroshima. Investigatori sudcoreani e funzionari della compagnia aerea si recarono in Giappone per partecipare alle indagini il 15 aprile.
Il 16 aprile, gli investigatori iniziarono il debriefing del comandante e del primo ufficiale. Un investigatore del JTSB dichiarò che un downdraft durante l'avvicinamento poteva aver contribuito all'inadeguata altitudine alla soglia della pista. Il METAR (condizioni meteorologiche) per quel momento non indicava alcun tempo insolito o presenza di wind shear. Il tempo era poco nuvoloso con vento quasi assente. Il comandante dichiarò agli investigatori di non aver perso di vista la pista durante l'avvicinamento, ma di aver iniziato una riattaccata quando uno strumento aveva mostrato che l'aereo stesse deviando a destra. Il primo ufficiale, invece, dichiarò di aver perso di vista la pista e che avrebbe potuto iniziare un go-around, ma lesse invece le indicazioni dei radio altimetri su richiesta del comandante.
Il JTSB pubblicò il suo rapporto finale il 18 novembre 2016. Il rapporto stabiliva che la probabile causa dell'incidente era stata l'incapacità del comandante di avviare immediatamente una riattaccata quando si erano persi i riferimenti visivi, l'incapacità del primo ufficiale di mettere in discussione le prestazioni del capitano (entrambi non avevano seguito le procedure operative standard), la mancanza di gestione delle risorse dell'equipaggio (CRM) e l'insufficiente formazione di Asiana Airlines. Il JTSB emise due raccomandazioni di sicurezza nei confronti di Asiana Airlines, in cui si invitava la compagnia a migliorare l'addestramento degli equipaggio di volo; la prima raccomandazione affermava che la compagnia avrebbe dovuto rafforzare l'importanza del rispetto delle SOP, mentre la seconda istruiva a implementare l'addestramento dei piloti sulla consapevolezza dei riferimenti visivi e sull'uso appropriato degli strumenti di volo quando necessario.